# Пастушок Дебуа
Пастушок Дебуа (лат. Nesotrochis debooyi) — вид вымерших птиц семейства пастушковых.

## Обнаружение
Фрагменты костей птицы были найдены в 1916 году Теодором де Буа в мусорных кучах древних людей на Виргинских островах. Скорее всего, птица вымерла ещё до прихода европейцев, но возможно, рассказы о доверчивой птице под названием «carrao», которые слышал один из исследователей в 1912 году, относятся к этому виду. По всей видимости, птица не умела летать, и аборигены истребляли её ради мяса.